# Bessines (Deux-Sèvres)
Pour les articles homonymes, voir Bessines.
Bessines est une commune du Centre-Ouest de la France située dans le département des Deux-Sèvres, en région Nouvelle-Aquitaine.
Commune de la région naturelle du Marais poitevin, elle est incluse dans le parc naturel régional du Marais poitevin.
Ses habitants sont appelés les Bessinois.

## Géographie
À l'entrée du Marais poitevin, dans la banlieue de Niort, Bessines est un village qui longe la vieille Sèvre et le bief Jaron.
Il est situé sur la route nationale 11 qui mène à La Rochelle et à l'île de Ré.
Les premiers canaux du marais permettent de découvrir sa richesse environnementale, avec ses frênes têtards qui bordent les conches.

### Climat
Pour des articles plus généraux, voir Climat de la Nouvelle-Aquitaine et Climat des Deux-Sèvres.
Historiquement, la commune est exposée à un climat océanique du nord-ouest.  
En 2020, Météo-France publie une typologie des climats de la France métropolitaine dans laquelle la commune est exposée à un climat océanique et est dans la région climatique  Poitou-Charentes, caractérisée par un bon ensoleillement, particulièrement en été et des vents modérés.
Pour la période 1971-2000, la température annuelle moyenne est de 12,1 °C, avec une amplitude thermique annuelle de 14,6 °C. Le cumul annuel moyen de précipitations est de 773 mm, avec 11,7 jours de précipitations en janvier et 6,7 jours en juillet. Pour la période 1991-2020, la température moyenne annuelle observée sur la station météorologique la plus proche, située sur la commune de Niort à 5 km à vol d'oiseau, est de 12,8 °C et le cumul annuel moyen de précipitations est de 846,6 mm,. Pour l'avenir, les paramètres climatiques de la commune estimés pour 2050 selon différents scénarios d’émission de gaz à effet de serre sont consultables sur un site dédié publié par Météo-France en novembre 2022.

## Urbanisme

### Typologie
Au 1er janvier 2024, Bessines est catégorisée bourg rural, selon la nouvelle grille communale de densité à sept niveaux définie par l'Insee en 2022.
Elle appartient à l'unité urbaine de Niort, une agglomération intra-départementale regroupant quatre  communes, dont elle est une commune de la banlieue,,. Par ailleurs la commune fait partie de l'aire d'attraction de Niort, dont elle est une commune de la couronne,. Cette aire, qui regroupe 91 communes, est catégorisée dans les aires de 50 000 à moins de 200 000 habitants,.

### Occupation des sols
L'occupation des sols de la commune, telle qu'elle ressort de la base de données européenne d’occupation biophysique des sols Corine Land Cover (CLC), est marquée par l'importance des territoires agricoles (78,8 % en 2018), en diminution par rapport à 1990 (87,7 %). La répartition détaillée en 2018 est la suivante : 
prairies (34,4 %), terres arables (33,6 %), zones urbanisées (13 %), zones agricoles hétérogènes (10,8 %), zones industrielles ou commerciales et réseaux de communication (5,2 %), forêts (3 %). L'évolution de l’occupation des sols de la commune et de ses infrastructures peut être observée sur les différentes représentations cartographiques du territoire : la carte de Cassini (XVIIIe siècle), la carte d'état-major (1820-1866) et les cartes ou photos aériennes de l'IGN pour la période actuelle (1950 à aujourd'hui).

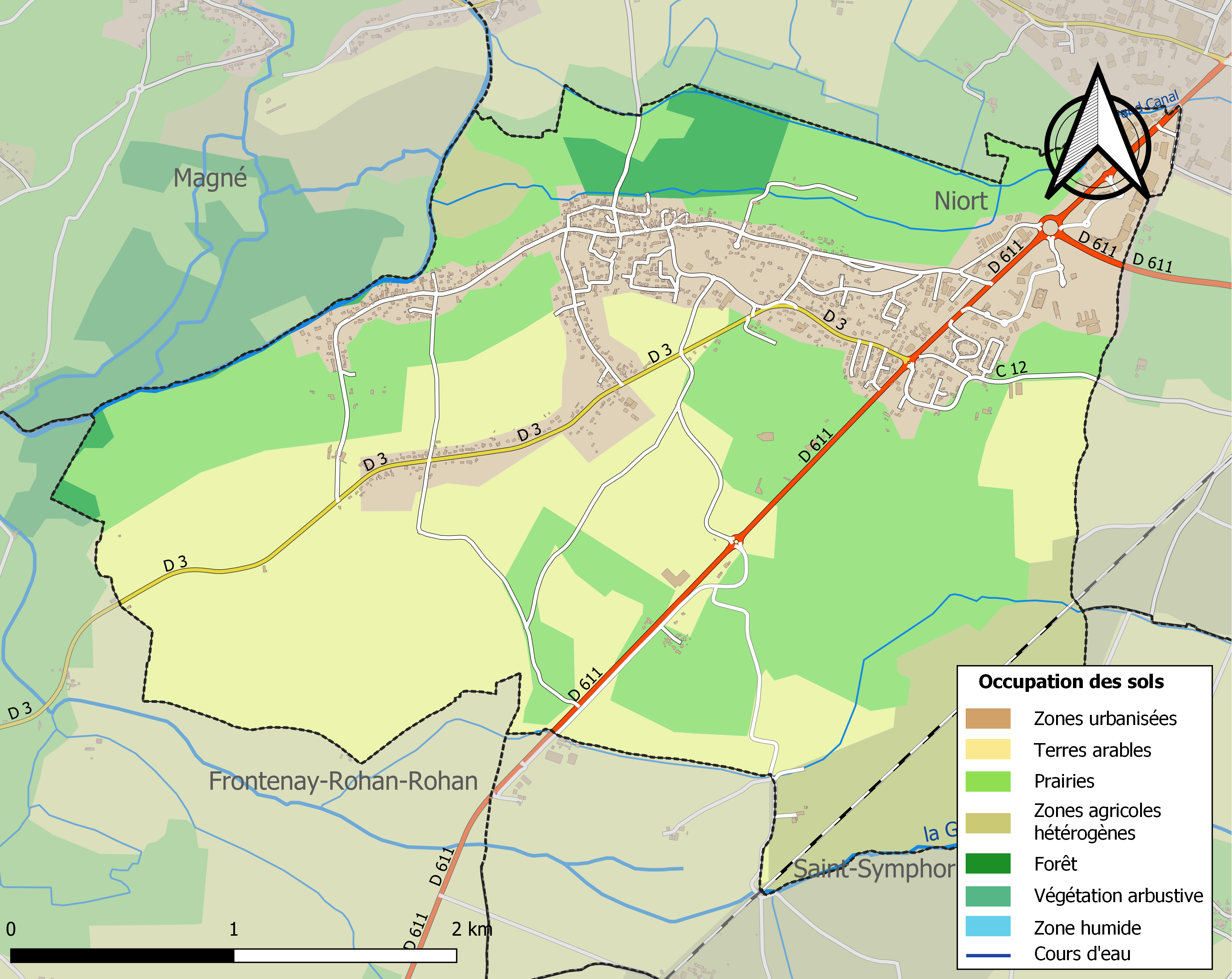
Carte des infrastructures et de l'occupation des sols de la commune en 2018 (CLC).

### Risques majeurs
Le territoire de la commune de Bessines est vulnérable à différents aléas naturels : météorologiques (tempête, orage, neige, grand froid, canicule ou sécheresse), inondations, mouvements de terrains et séisme (sismicité modérée). Il est également exposé à deux risques technologiques,  le transport de matières dangereuses et la rupture d'un barrage. Un site publié par le BRGM permet d'évaluer simplement et rapidement les risques d'un bien localisé soit par son adresse soit par le numéro de sa parcelle.

#### Risques naturels
Certaines parties du territoire communal sont susceptibles d’être affectées par le risque d’inondation par débordement de cours d'eau, notamment le bief Saint-Germain et la Guirande. La commune a été reconnue en état de catastrophe naturelle au titre des dommages causés par les inondations et coulées de boue survenues en 1982, 1983, 1995, 1999 et 2010,. Le risque inondation a vocation à être pris en compte dans l'aménagement du territoire de la commune par le biais du projet plan de prévention des risques inondation (PPRI) du « Marais poitevin ».  Une première phase d'études techniques a consisté à réviser l'atlas des zones inondables des huit communes suivantes, Bessines, Magné, Coulon, Frontenay Rohan-Rohan, Sansais, Le Vanneau-Irleau, Arçais et Saint-Hilaire-la-Palud, qui datait de 1997. Au regard des enjeux, un PPRI  a été prescrit le 23 juin 2022 sur le territoire des communes de Bessines, Coulon et Magné.

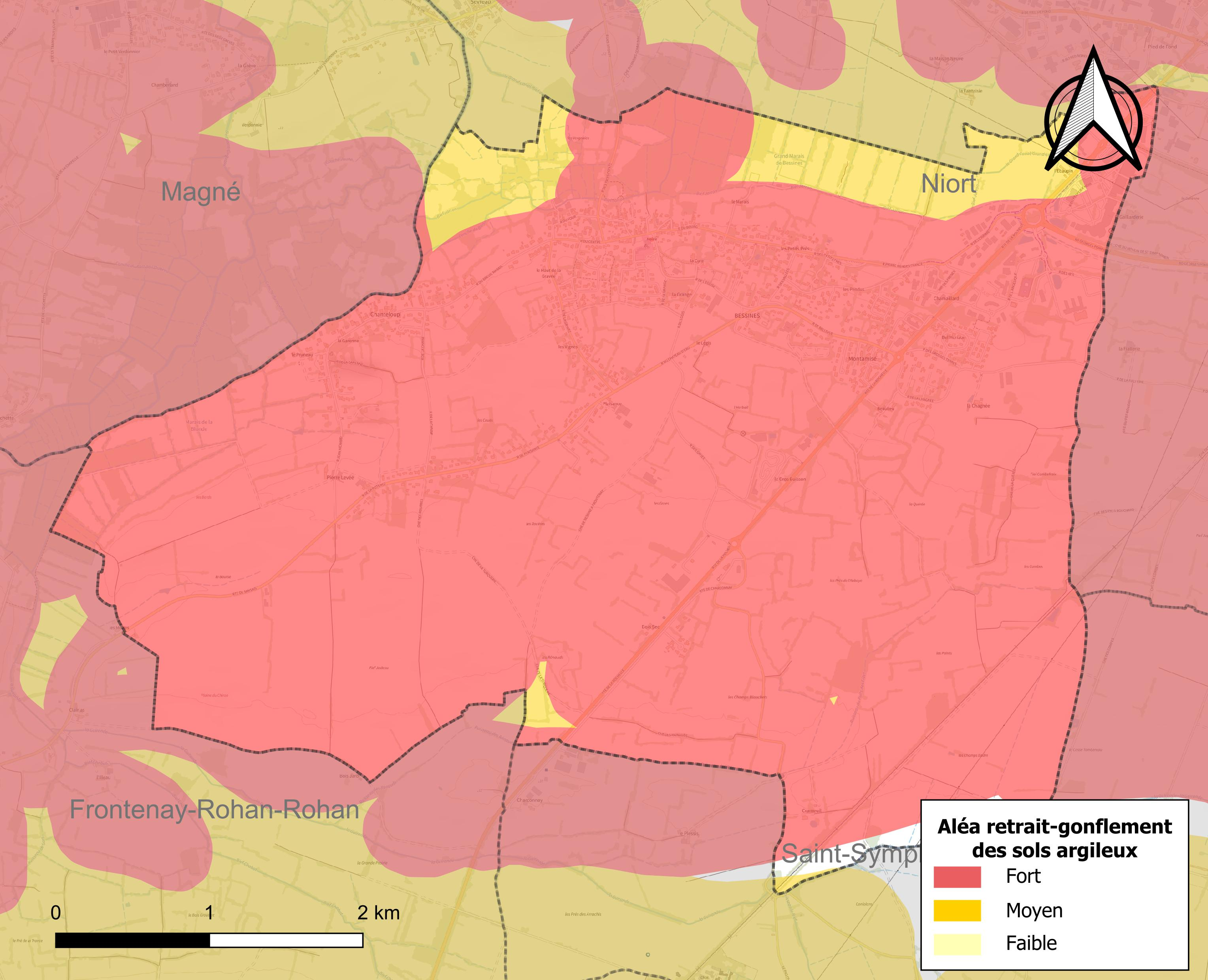
Carte des zones d'aléa retrait-gonflement des sols argileux de Bessines.

Les mouvements de terrains susceptibles de se produire sur la commune sont des tassements différentiels. Le retrait-gonflement des sols argileux est susceptible d'engendrer des dommages importants aux bâtiments en cas d’alternance de périodes de sécheresse et de pluie. 99 % de la superficie communale est en aléa moyen ou fort (54,9 % au niveau départemental et 48,5 % au niveau national). Depuis le 1er octobre 2020, en application de la loi ELAN, différentes contraintes s'imposent aux vendeurs, maîtres d'ouvrages ou constructeurs de biens situés dans une zone classée en aléa moyen ou fort,.
La commune a été reconnue en état de catastrophe naturelle au titre des dommages causés par la sécheresse en 1989, 1991, 1996, 2003, 2005, 2011 et 2017 et par des mouvements de terrain en 1999 et 2010.

#### Risque technologique
La commune est en outre située en aval du barrage de la Touche Poupard, un ouvrage de classe A mis en service en 1995 sur le cours d’eau le Chambon, affluent de la Sèvre Niortaise. À ce titre elle est susceptible d’être touchée par l’onde de submersion consécutive à la rupture de cet ouvrage.

## Histoire
Le village s'est développé à partir du domaine de Bassinius, un riche propriétaire terrien de l'époque gallo-romaine qui a transmis son nom à la localité. 
Bessines faisait partie de la province historique de Saintonge dont elle constituait la limite septentrionale au contact de Niort, située dans la province du Poitou.

## Politique et administration

### Liste des maires
| Période   | Période  | Identité          | Étiquette | Qualité                          |
| --------- | -------- | ----------------- | --------- | -------------------------------- |
|           | 1983     | Colette Lision    | RPR       | Conseillère générale (1982-1988) |
| 1983      | 1995     | Claude Juin       | PS        | Conseiller général               |
| juin 1995 | 2014     | Gilbert Baranger  |           |                                  |
| 2014      | 2020     | Jacques Moronval  | DVG       | Retraité                         |
| 2020      | En cours | Christophe Guinot |           | Expert judiciaire                |

### Jumelages
- Ezimé (Togo) depuis 1994.
- Airães (Portugal) depuis 2023.

## Population et société

### Démographie
L'évolution du nombre d'habitants est connue à travers les recensements de la population effectués dans la commune depuis 1793. Pour les communes de moins de 10 000 habitants, une enquête de recensement portant sur toute la population est réalisée tous les cinq ans, les populations de référence des années intermédiaires étant quant à elles estimées par interpolation ou extrapolation. Pour la commune, le premier recensement exhaustif entrant dans le cadre du nouveau dispositif a été réalisé en 2006.

En 2022, la commune comptait 1 882 habitants, en évolution de +13,44 % par rapport à 2016 (Deux-Sèvres : +0,18 %, France hors Mayotte : +2,11 %).
| 1793 | 1800 | 1806 | 1821 | 1831 | 1836 | 1841 | 1846 | 1851 |
| ---- | ---- | ---- | ---- | ---- | ---- | ---- | ---- | ---- |
| 443  | 440  | 469  | 534  | 558  | 555  | 579  | 608  | 592  |

| 1856 | 1861 | 1866 | 1872 | 1876 | 1881 | 1886 | 1891 | 1896 |
| ---- | ---- | ---- | ---- | ---- | ---- | ---- | ---- | ---- |
| 589  | 584  | 575  | 505  | 518  | 464  | 496  | 464  | 474  |

| 1901 | 1906 | 1911 | 1921 | 1926 | 1931 | 1936 | 1946 | 1954 |
| ---- | ---- | ---- | ---- | ---- | ---- | ---- | ---- | ---- |
| 439  | 423  | 418  | 377  | 394  | 388  | 364  | 366  | 382  |

| 1962 | 1968 | 1975 | 1982  | 1990  | 1999  | 2006  | 2011  | 2016  |
| ---- | ---- | ---- | ----- | ----- | ----- | ----- | ----- | ----- |
| 503  | 657  | 976  | 1 130 | 1 131 | 1 358 | 1 544 | 1 592 | 1 659 |

| 2021  | 2022  | - | - | - | - | - | - | - |
| ----- | ----- | - | - | - | - | - | - | - |
| 1 828 | 1 882 | - | - | - | - | - | - | - |

## Culture locale et patrimoine

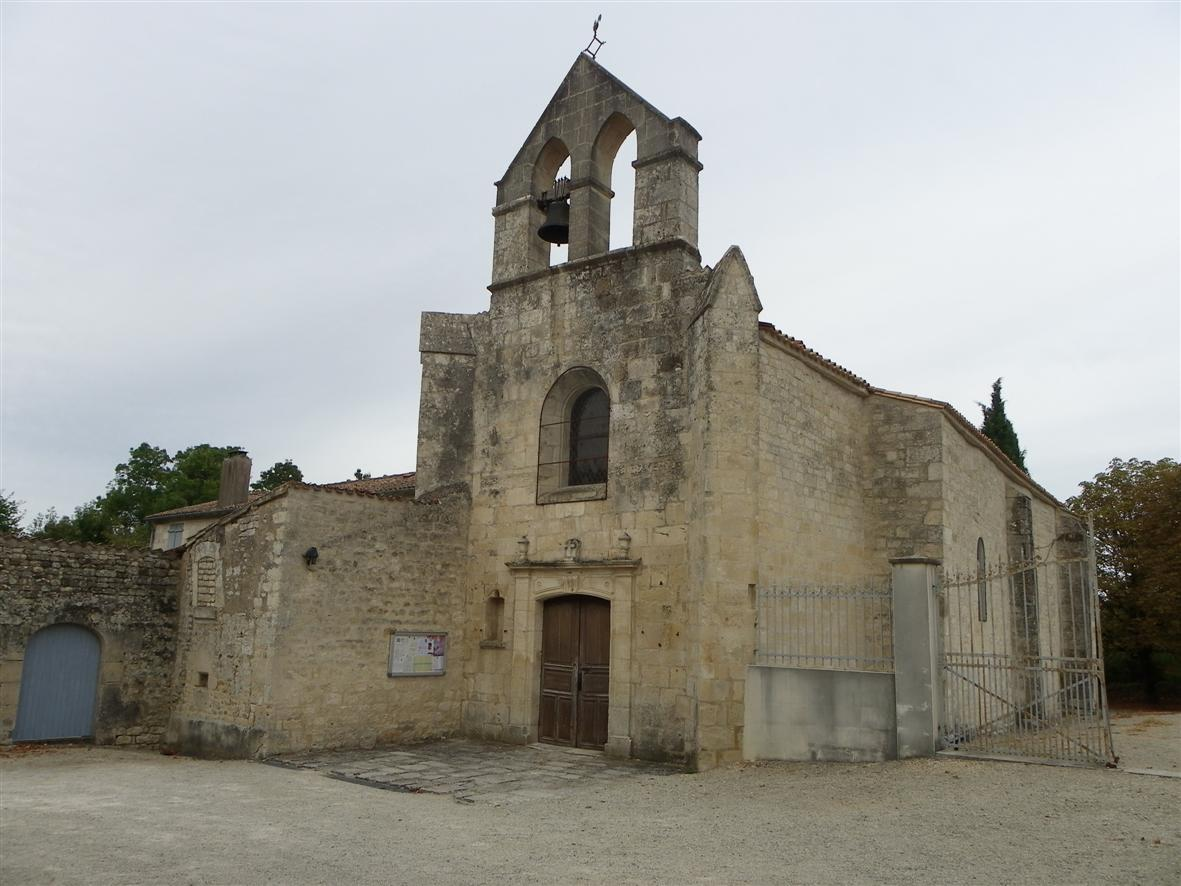
Église Saint-Caprais

### Lieux et monuments
- L'église romane Saint-Caprais (Xe et XIe siècles) est inscrite à l'Inventaire des monuments historiques en 1984[28], et domine le village ainsi que la ville de Niort. On y arrive en empruntant un joli sentier ombragé à partir de la place de la Mairie.
- L'Homme de Bessines : sculpture de l'artiste Fabrice Hyber, née en 1989 d’une commande de la commune. Plusieurs exemplaires de ce petit homme vert sont répartis dans la commune, où ils font office de fontaines, crachant de l’eau par tous les orifices corporels. Ce personnage a été depuis dupliqué par l'artiste dans d'autres installations, notamment à Shanghai, à Lisbonne, à Tokyo et à Londres.

### Personnalités liées à la commune
- Jean Richard, acteur, directeur de cirques, bien connu pour avoir interprété le commissaire Maigret à la télévision, est né à Bessines le 18 avril 1921 au lieudit la Pierre Levée.